# Pasarela Pérez Velasco
La Pasarela Pérez Velasco es un puente peatonal en la ciudad de La Paz, la sede de gobierno de Bolivia. Se encuentra ubicado en el barrio de San Sebastián. Su emplazamiento y las características del sector en el que se inscribe la han convertido en un hito urbano y espacio de encuentro. Conecta dos áreas del Casco Urbano Central en la ciudad de La Paz. Se desarrolla sobre la avenida Ismael Montes uniendo las vías peatonales Calle Evaristo Valle, Comercio y Pichincha.
Terminada en 2007 y habilitada para su funcionamiento desde el 11 de noviembre, logró la conexión continua de dos sectores tradicionales de la ciudad que albergan importantes edificios de administración y abastecimiento la pasarela es ampliamente transitada a todas horas del día y se constituye también en un punto de encuentro en ambos extremos por su cercanía con la Plaza Mayor de San Francisco, la Basílica de San Francisco y el área de las calle Linares y calle Sagárnaga que concentran gran cantidad de comercios relacionados al turismo.

## Historia

### Primeras ocupaciones urbanas
Las ocupaciones urbanas existentes en La Paz a la llegada del grupo de españoles que había sido conformado para su fundación en 1548 combinaban un asentamiento precolombino establecido en la zona y un asentamiento de familias españolas establecido cerca del asentamiento inicial.

### Colonia
El asentamiento inicial incluía a los líderes aymaras cacique Quirquincha o Kirkunchu y cacique Irusta, el establecimiento del grupo inicial de españoles se había producido por la ubicación estratégica del lugar que garantizaba acceso al agua, por su cercanía al río y acceso a sitios establecidos para el lavado de oro, actividad que además dio su nombre a la ciudad precolombina: Chuquiago o Chuquiago,  traducido como lavadero de oro.
A la llegada de Alonso de Mendoza ambos grupos ocupaban una de las riveras definidas por el río principal que da forma a la cuenca en la que se desarrolla la ciudad, tras un análisis inicial se fundó la ciudad en el lugar hoy ocupado por la Plaza Alonso de Mendoza en cuyas inmediaciones se establecieron temporalmente los fundadores, de quienes se dice, estuvieron alojados en la casa del cacique Quirquincha, hoy Museo Tambo Quirquincho.
Después de un análisis, el sector español se definió en la rivera opuesta quedando la ocupación inicial definida como Pueblo de Indias .
Ambos sectores, separados por el río fueron conectados a través de puentes durante los siglos siguientes, muchos de ellos eran construidos y reconstruidos tras crecidas del río que arrasaban con ellos,  tras la implementación de la Avenida Mariscal Santa Cruz durante la primera mitad del siglo XX la conexión de los sectores se hizo más fluida quedando el río cubierto por la nueva avenida.

### Época republicana
El crecimiento de la metrópoli y su carácter lineal supusieron la concentración de flujos vehiculares y peatonales en el sector adquiriendo carácter de punto de distribución, la plaza Lucio Pérez Velasco se convirtió en punto de encuentro tradicional en la ciudad y parada informal de transporte, La Pérez, como se conocía el sector circundante a la plaza, era equidistante de importantes centros de abastecimiento, como el Mercado Lanza, políticos: Plaza Murillo y Palacio Quemado; así como de servicios: Avenida Camacho y El Prado.

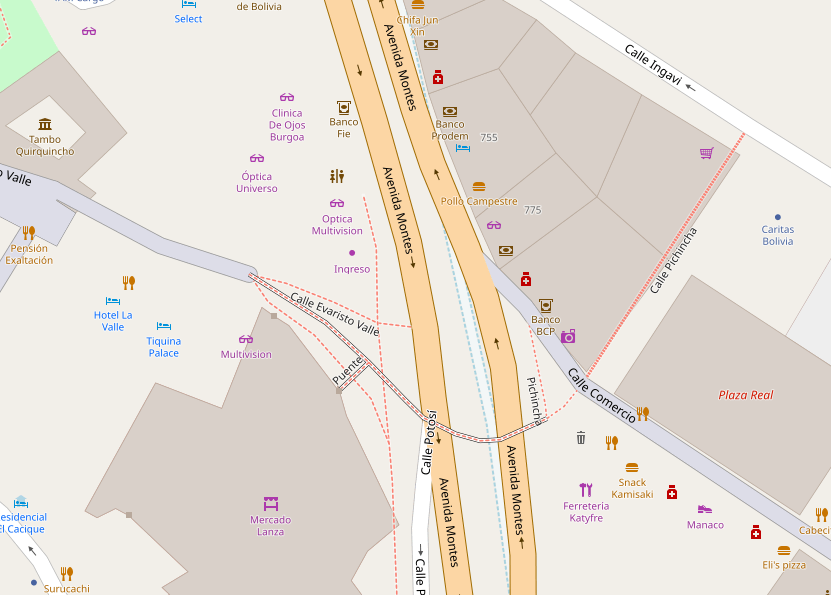
Mapa de la Pasarela en 2019.

### SigloXXI
A inicios del siglo XXI el tránsito de pasajeros que hacían trasbordo entre La Paz y El Alto sumado a los pasajeros que se dirigían a los cuatro puntos de la ciudad se concentraban en el sector, se habían establecido además negocios en vía pública y con el crecimiento de la oferta de transporte La Pérez, denominada en honor a Lucio Pérez Velasco,  se convirtió en un punto de conflicto y de difícil circulación para vehículos y peatones.
A fin de mejorar la transitabilidad en el sector se lanzó un concurso mediante el cual se definió el diseño y la construcción de la pasarela  como parte de un conjunto de obras destinadas a mejorar las condiciones de movilidad en sector a través del reordenamiento, otras medidas fueron implementación de un camellón separador, implementación de vallas y un plan de educación ciudadana.
La parte central del plan de reordenamiento la constituía la implementación de la pasarela que generó la concentración de flujos peatonales en su trayecto. Los flujos peatonales y vehiculares se separararon y se eliminaron cruces transversales por la avenida Montes. Se reubicaron 48 comerciantes reinstalándose sus lugares de venta en galerías.
La Plaza Pérez Velasco se convirtió en el acceso a la nueva Pasarela desde la calle Evaristo Valle y el sector del reloj, tradicional sitio de encuentro, en el acceso opuesto. La implementación supuso un debate surgido sobre la ubicación, ya que el área constituía uno de los sectores históricos de mayor consolidación en la trama urbana y la escala del proyecto y su implementación en el centro histórico se calificaba como cuestionable.
Con la implementación de la pasarela La Pérez se heredó como nombre a todo el sector, en cuyas cercanías se implementaron paradas de transporte locales e interciudad. La inauguración, realizada en noviembre de 2007 contó con la asistencia de autoridades del Gobierno nacional por la relevancia de la intervención.
Tras la implementación la circulación de peatones, vehículos y coches de traslado de mercaderías sufrió modificaciones, mismas que en algunos casos fueron resistidas o de difícil implementación, durante 2015 un grupo de comerciantes realizó modificaciones en el infraestructura circundante por su propia cuenta.